# Antikenhehlerei
Antikenhehlerei ist ein umgangssprachlicher Ausdruck für den illegalen Handel mit archäologischen Kulturgütern. Aus der Sicht des internationalen Kunstmarktes umfasst dies nicht alle weltweit antiken archäologischen Kunstwerke und Artefakte, sondern nur Werke (ohne Münzen) aus Ägypten, Europa, dem Nahen Osten und der klassischen Welt, von den frühesten von Menschenhand geschaffenen Objekten der Urgeschichte bis zum Untergang des Römischen Reiches und der byzantinischen Zeit. Antikenhehlerei ist ein neuer Begriff aus dem Bereich der Kriminalarchäologie, belegbar seit 2009. Für das Wort gibt es keine direkte Entsprechung in der englischen und der französischen Sprache.

## Internationaler Kunsthandel

### Umfang und Bedeutung
Innerhalb des weltweiten Kunsthandels mit antiken Gegenständen hat die Kulturgutkriminalität einen sehr geringen Anteil.
Der gesamte Markt für antike und ethnografische Kunst macht schätzungsweise weniger als 1 % des gesamten Kunstmarktes aus. Der Markt für Antiken bzw. Antiquitäten (mit Ausnahme Chinas) ist so klein, dass sich Kunst-Wirtschaftsanalysten nicht die Mühe machen, ihn in Marktberichten zu quantifizieren. Antike Artefakte werden zusammen mit antiken Möbeln, Silber und Teppichen gelistet.
Die Zahl von 150 Millionen Dollar für den Jahresumsatz wird auch von den seriöseren archäologischen Quellen bestätigt. Diese Zahl scheint den gesamten legalen Markt außerhalb Chinas zu berücksichtigen, auf dem die Objekte seit Hunderten von Jahren unter den Besitzern zirkulieren. Ein etwaiger illegaler Markt ist nur ein kleiner Teil dieses legalen Marktes. Es wurde nie nachgewiesen, dass er größer ist.

Die in den Medien verbreiteten Berichte über den Verkauf von Antiquitäten im Wert von Hunderten von Millionen oder sogar Milliarden Dollar durch SIS oder seine Anhänger sind ebenfalls übertrieben. Auch hierfür gibt es einfach keine Beweise. Ein wichtiger Bericht, der von der Zentralen Ermittlungseinheit der niederländischen Polizei, Abteilung Kriegsverbrechen, in Auftrag gegeben wurde, Cultural Property, War Crimes and Islamic State – Destruction, plunder and trafficking of cultural property and heritage by Islamic State in Syria and Iraq, widerlegt die Aussagen der Presse: 

„Diese Behauptungen werden von den verfügbaren Regierungsberichten weitgehend nicht gestützt. Die (internationalen und nationalen) Zollbehörden haben nicht über einen zunehmenden Zustrom von illegalem Kulturgut über ihre Grenzen berichtet. Die Strafverfolgungsbehörden berichten nicht über zunehmende Verhaftungen von kriminellen Kunsthändlern oder Beschlagnahmungen von illegalem Kulturgut aus Syrien und dem Irak. Politische Papiere und Studien enthalten keine Beweise dafür, dass der illegale (Online-)Kunstmarkt floriert und mit syrischen oder irakischen Artefakten überschwemmt wird.“

Obwohl es weltweit etwa ein halbes Dutzend Auktionshäuser und vielleicht hundert bedeutende Galerien gibt, die mediterrane, präkolumbische und andere Antiquitäten verkaufen, gibt es keinen Kunsthandel mit Antiquitäten, der mit dem zeitgenössischen Kunstmarkt vergleichbar wäre.
Da „Deutschland beim illegalen Handel mit Kulturgütern (als) zentraler Markt- und Transitstaat“ bezeichnet wird, sollte mit dem 2015 begonnenen Projekt ILLICID, das „Dunkelfeld des illegalen Handels mit Kulturgut in Deutschland erforscht werden“. Denn „bislang gab es kaum belastbare Zahlen zum Umfang des Handels. Daher konnten keine effektiven Strategien zur Kriminalitätsbekämpfung entwickelt werden. Internationale Organisationen halten jedoch Gewinne aus illegalem Handel mit Kulturgütern für ein wichtiges Standbein des organisierten Verbrechens.“
Fazit des Projekts ILLICID: der Bericht identifiziert nirgends illegal gehandelte Waren oder jegliche Form von Terrorismusfinanzierung, was das oberste Ziel des ganzen Projekts war.
Acht Berichte zum illegalen Antikenhandel wurden in den letzten Jahren veröffentlicht, fünf davon wurden von Regierungen finanziert: Der deutsche Illicid-Bericht (2015), die Berichte der Europäischen Kommission, von Deloitte (2017) und Ecorys (2019) sowie in den USA der Bericht der Rand Organisation (2020) und der Bericht des US-Finanzministeriums (Februar 2022). Außerdem werden drei weitere Berichte zitiert: eine Studie des King’s College, London, über die Finanzierung des Islamischen Staates (IS) (2017), die Berichte der Weltzollorganisation (WZO) über illegalen Handel und der Bericht der Egmont-Gruppe über handelsbasierte Geldwäsche (2020). In allen diesen Berichten fehlen stichhaltige Beweise, die den Kunstmarkt mit Menschenhandel, Terrorismusfinanzierung oder Geldwäsche in Verbindung bringen.
Inzwischen wurde verschiedentlich – insbesondere aber vom Kunsthandel – auf die unsicheren Grundlagen hingewiesen, auch die UNESCO geht mit diesen Zahlen vorsichtiger um. Während sie sie in einer Studie von 2013 zur Konvention gegen illegalen Handel mit Kulturgut noch verwendete, verzichtet sie nun auf entsprechende Zahlenangaben.
Das Hauptproblem ist die Zerstörung der archäologischen Fundstellen, die einmalige Wissensquellen über die Vergangenheit darstellen. Der Markt für Antiken, insbesondere aber der illegale Markt bleibt ein Anreiz zu Plünderungen antiker Stätten und Museen. Inzwischen sind einige antike Städte etwa im Irak, in Syrien, aber auch in Bulgarien (z. B. Ratiaria) vollständig zerstört und als Informationsquelle und für den lokalen Tourismus vernichtet.  
Deshalb wurden bereits Vorschläge gemacht, wie man den „Anreiz“ von illegalen Ausgrabungen vermindern könnte.

## Bodenfunde in Deutschland
Der zufällige Fund von Gegenständen, „von denen anzunehmen ist, dass an ihrer Erhaltung aus wissenschaftlichen, künstlerischen oder heimatgeschichtlichen Gründen ein öffentliches Interesse besteht,“ ist in der Regel nach den verschiedenen Landesdenkmalschutzgesetzen bei der zuständigen Denkmalschutzbehörde oder Gemeinde anzeigepflichtig. Die gezielte Suche, etwa mittels Sonden, bedarf meist einer behördlichen Genehmigung. Verstöße (sog. Raubgrabungen) werden grundsätzlich nur als Ordnungswidrigkeiten geahndet, die Zerstörung eines Kulturdenkmals ist in Niedersachsen strafbewehrt. Im Fall eines Diebstahls oder einer (Fund-)Unterschlagung können diese als geeignete Vortaten eine Strafbarkeit des weiterverkaufenden Händlers gemäß § 259 StGB wegen Hehlerei begründen. Die Normen des Strafgesetzbuchs (StGB) zielen jedoch nicht speziell auf den Schutz von Denkmälern ab, sondern umfassen nur zufällig einige aus diesem Sachgebiet stammende Sonderfälle mit.
Die bürgerlich-rechtliche Lage zu den Eigentumsverhältnissen beim Fund eines Schatzes regelt in Deutschland § 984 BGB, wonach Entdecker und Grundstückseigentümer jeweils Miteigentümer zur Hälfte werden (Hadrianische Teilung). Außer in Bayern und Hessen haben die Bundesländer hiervon abweichend sog. Schatzregale in ihren Landesdenkmalschutzgesetzen eingeführt. Geborgene Funde werden beispielsweise im Land Berlin mit ihrer Entdeckung (und Bewertung) Eigentum des Landes.
In Deutschland fällt nur Kulturgut, das in ein Verzeichnis national wertvollen Kulturgutes eingetragen wurde, sowie öffentliche Sammlungen unter den Kulturgüterschutz, nicht jedoch zufällig gefundene archäologische Artefakte.

## Kulturgüterschutz

### Strafrecht
Die Verhinderung von rechtswidrigem Antikenhandel ist Teil des internationalen Kulturgüterschutzes.
Die Haager Konvention zum Schutz von Kulturgut bei bewaffneten Konflikten vom 14. Mai 1954 regelt die Sicherung des nationalen Kulturguts gegen die voraussehbaren Folgen eines bewaffneten Konflikts. Nach dem deutschen Ausführungsgesetz war jede Verbringung von Kulturgut aus einem besetzten Gebiet eines Vertragsstaats während eines bewaffneten Konflikts in das Bundesgebiet verboten, sofern sie nicht der In-Gewahrsam-Nahme diente.
Im UNESCO-Übereinkommen über Maßnahmen zum Verbot und zur Verhütung der unzulässigen Einfuhr, Ausfuhr und Übereignung von Kulturgut von 1970 haben sich die Vertragsstaaten verpflichtet, ihr Kulturgut vor unzulässiger Einfuhr, Ausfuhr und Übereignung zu schützen. Es enthält Mindestvorschriften über gesetzgeberische und administrative Maßnahmen zur Sicherung des kulturellen Erbes und zur Verhinderung des illegalen Kulturgütertransfers. Da das Übereinkommen als rein zwischenstaatliche Regelung keine Instrumente für die Wiedererlangung gestohlener oder rechtswidrig ausgeführter Kulturgüter durch Privatpersonen vorsieht, wurde 1995 durch das „Internationale Institut für die Vereinheitlichung des Privatrechts“ (UNIDROIT) ein ergänzendes Übereinkommen ausgearbeitet, das die Rückgabe gestohlener oder illegal ausgegrabener Kulturgüter innerhalb bestimmter Fristen vorsieht. Ein gutgläubiger Erwerber hat im Gegenzug für die Rückgabe einen Anspruch auf Entschädigung.
Das UNESCO-Übereinkommen von 1970 wurde von Deutschland im Jahr 2007 ratifiziert und mit dem Kulturgüterrückgabegesetz vom 18. Mai 2007 (KultGüRückG) umgesetzt. Für die Straf- und Bußgeldvorschriften in § 20, § 21 KultGüRückG zum Schutz vor unrechtmäßigem Kulturgütertransfer hatten sich bis zum Jahr 2013 jedoch mangels behördlicher Kontrolle keine praktischen Anwendungsfälle ergeben.
Zur verbesserten Umsetzung des UNESCO-Übereinkommens von 1970 und zur Umsetzung der EU-Richtlinie 2014/60 über die Rückgabe von unrechtmäßig aus dem Hoheitsgebiet eines Mitgliedstaats verbrachten Kulturgütern vom 15. Mai 2014 hat Deutschland den gesetzlichen Schutz von Kulturgut mit Wirkung zum 6. August 2016 im Kulturgutschutzgesetz (KGSG) neu geregelt. Die unrechtmäßige Aus- und Einfuhr sowie das unrechtmäßige Inverkehrbringen von Kulturgut werden seitdem gem. § 83 KGSG bestraft. Nach § 29 Nr. 2 KGSG besteht ausnahmsweise kein Einfuhrverbot für Kulturgut, das zum Schutz vor den Gefahren eines bewaffneten Konflikts im Bundesgebiet deponiert werden soll, um es zeitweilig zu verwahren.

### Kritik
Um das Bewusstsein für Kulturgutschutz zu schaffen und Fälle von Antikenhehlerei aufzudecken, wurde Saving Antiquities vom Berliner Antike-Kolleg begründet, gefördert von der VolkswagenStiftung. Es soll mit Hilfe eines Antiquities-Quiz und einem Brettspiel Task Force: Saving Antiquities spielerisch Wissen zum Thema Kulturgutschutz vermittelt werden. Bürger, die dann z. B. im Kunsthandel (auf Messen, Auktionen etc.) einen Verdacht auf Antikenhehlerei haben, sollen dies den Behörden melden. Falls begründet, werden inkriminierte Kulturgüter von der Polizei sichergestellt.
Die Stiftung Preußischer Kulturbesitz hält den gesetzlichen Kulturgüterschutz in Deutschland für unzureichend.
Die Ethikrichtlinien des Internationalen Museumsrats (ICOM) sollen die berufliche Selbstkontrolle der Mitglieder auf einem einheitlichen Niveau gewährleisten und damit Defizite und Ungleichgewichte in der nationalen Gesetzgebung kompensieren.
Der Prähistoriker Hermann Parzinger fordert zudem eine Selbstverpflichtung des Handels, nur Stücke mit klarer Provenienz zu verkaufen. Ein Verband, der sich eine derartige Selbstverpflichtung auferlegt hat, ist die International Association of Dealers in Ancient Art (IADAA), ein Zusammenschluss von 29 Händlern aus neun Ländern. Mitglieder der IADAA kaufen oder verkaufen nur Stücke, deren Provenienz nach allen gesetzlichen Bestimmungen gesichert und belegbar ist. Dieser Selbstverpflichtung haben sich auch Auktionshäuser angeschlossen. Die IADAA, deren Pressesprecherin Ursula Kampmann ist, arbeitet seit 1996 mit dem Art-Loss-Register zusammen.
Eine der wichtigsten Maßnahmen gegen Antikenhehlerei wäre eine sinkende Nachfrage. Die Deutsche Gesellschaft für Ur- und Frühgeschichte e. V. (DGUF) weist darauf hin, dass illegale Antiken auch über Internet-Auktionsplattformen verkauft werden und wie man als potenzieller Käufer damit umgehen sollte. Die DGUF rät: „Weil die Legalität von Antiken oft nicht bewiesen werden kann und weil Netzwerke illegal arbeitender Antikenhändler schwer zu entwirren sind, vor allem für Einzelpersonen, empfehlen wir Ihnen eine klare Linie: Kaufen Sie keine Antiken. Niemals.“

## Praktische Beispiele
Die Kunstabteilung des Interpol Generalsekretariats in Lyon (Frankreich) sammelt Informationen über Kunstdiebstähle und Kulturgutkriminalität der ganzen Welt. Interpol hat eine Kunstdatenbank entwickelt, auf die von allen 190 Interpol-Mitgliedstaaten zugegriffen werden kann.
- 2005 hat Michael Müller-Karpe, Archäologe am RGZM, Initiator und Spiritus rector der Ausstellung „Kriminalarchäologie (2011)“ in der Haupthalle des Mainzer Hauptbahnhofs[44], eigenmächtig gehandelt und vermeintliche „Hehlerware“ aus einer Auktion in München für sich „beschlagnahmt“. Er ließ sich das Artefakt „ein kleines goldenes Fläschchen“ aus Edelmetall nach Mainz an das RGZM schicken und erreichte dann durch massive Interventionen bei Behörden und der Presse, dass das Objekt 2011 letztendlich durch den damaligen Außenminister Guido Westerwelle an den Staat Irak, vertreten durch den irakischen Botschafter in Deutschland, „repatriiert“ werden konnte.[45] Die von Michael Müller-Karpe selbst sogenannte „Schweißbrenner Affäre“.[46] Das kleine, dreieinhalb Zentimeter große Metallgefäß wurde 2005 in der Münchner Auktion für 1.400,00 € verkauft. Michael Müller-Karpe hat das Gefäß auf 17 Millionen € taxiert. Eine kunstwissenschaftliche Studie hat das Goldgefäß „aus dem Irak“ später als eine neuzeitliche Fälschung entlarvt.[47]
- 2005 wurden in Rom Marion True, die langjährige Kuratorin des Getty Museums und der Kunsthändler Robert E. Hecht wegen Hehlerei und Kunstschmuggel angeklagt. Beide wurden beschuldigt antike Kunstgegenstände aus Raubgrabungen erworben zu haben, vornehmlich aus dem sizilianischen Morgantina.
- 2019: Der Goldsarkophag des Nedjemankh. Der Sarkophag war während der Nachwehen der Revolution von 2011 in Oberägypten gestohlen und über die Vereinigten Arabischen Emirate nach Deutschland geschmuggelt worden. Nach Angaben der New Yorker Staatsanwaltschaft wurde er dort restauriert und nach Frankreich verkauft, wo ihn das Metropolitan Museum of Art im Juli 2017 erwarb. Im Februar 2019 wurde das Metropolitan Museum of Art von der Staatsanwaltschaft des Bezirks New York kontaktiert, die dem Museum Beweise der ägyptischen Regierung vorlegte, dass die Ausfuhrlizenz des Händlers aus dem Jahr 1971 gefälscht worden war. Weitere Beweise zeigten, dass der Sarg 2011 gestohlen worden war und seine Besitzgeschichte ein Betrug war. Das Museum schloss daraufhin die laufende Ausstellung Nedjemankh and His Gilded Coffin, die bis zum 21. April 2019 laufen sollte und übergab den Sarg an die Abteilung für die Rückführung von Antiquitäten des ägyptischen Ministeriums für Altertümer.[48][49]